# Les gens en maillot de bain ne sont pas (forcément) superficiels
Pour plus de détails, voir Fiche technique et Distribution.
Les gens en maillot de bain ne sont pas (forcément) superficiels est une comédie française d'Éric Assous sortie en 2001.

## Synopsis
Fuyant les frimas parisiens, un groupe de vacanciers est venu passer une semaine au soleil des Antilles. Accompagné de son épouse et de leurs deux enfants, Philippe a la désagréable surprise de se retrouver nez à nez avec sa maîtresse, Camille. Anita, qui va bientôt accoucher, rend la vie impossible à sa compagne, la douce Pauline. Laquelle rencontre par hasard Lulu, un garçon qu'elle a fréquenté avant de se découvrir lesbienne. Aziz s'est vu offrir le voyage pour lui et son jeune frère par le directeur de la société qui l'emploie comme homme de ménage. Quant à Laurette, elle compte profiter de son séjour pour rencontrer l'amour. Tout ce petit monde est encadré par Jimmy, responsable des animations et dragueur impénitent.

## Fiche technique
- Réalisateur : Éric Assous
- Scénario : Éric Assous
- Photographie : Gilles Henry
- Musique : Jean-Claude Petit
- Montage : Scott Stevenson
- Casting : Frédérique Amand
- Costumes : Marie-José Escolar
- Producteur : Louis Becker
- Sociétés de production : ICE3, TF1 Films Production et TPS Cinéma
- Sociétés de distribution : Océan Films (cinéma) et TF1 Vidéo (DVD)
- Pays d'origine :  France
- Langue : français
- Format : couleur — 35 mm — son DTS | Dolby Digital
- Genre : comédie, romance
- Durée : 95 minutes
- Date de sortie :
  - France : 10 janvier 2001

## Distribution
- Isabelle Gélinas : Laurette
- Agnès Soral : Anita
- Gad Elmaleh : Jimmy
- Serge Hazanavicius : Philippe
- Véronique Boulanger : Pauline
- Sandrine Le Berre : Camille
- Vanessa Gravina : Carla
- Maher Kamoun : Aziz
- Yasmine Belmadi : Rafik
- Édouard Montoute : Lulu
- Pascale Pouzadoux : Jeanne
- Isabelle Alexis : jeune femme au bar
- Reedan : Rodolphe
- Phyllis Yordan : Mathilda
- Peggy Smithhart : Rosie
- Gérard Chaillou : Devers
- Karine Serrano : hôtesse de la réception
- Arnaud Viard : employé de l'agence
- Tadiè : docteur
- Armelle Lecoeur : Magali
- Stéphanie Gesnel : secrétaire de la clinique
- Clément Authié : William
- Lucie Guilloux : Astrid
- Philippe Magnan : Antoine, le chirurgien esthétique
- Yves Michallet : touriste au bar de la piscine